# 安田銕之助
安田 銕之助（やすだ てつのすけ、明治22年〈1899年〉12月24日 - 昭和24年〈1949年〉3月19日）は、大正から昭和にかけての軍人、国家主義者 。
息子は歴史学者の安田元久。

## 生涯
明治22年（1899年）12月24日、熊本県で生まれた。明治43年（1910年）に陸軍士官学校第22期として卒業し、大正7年（1918年）、陸軍大学校を卒業した。
大正8年（1919年）には陸軍参謀本部に勤務を開始し、大正12年（1923年）に大使館付武官補佐官となった。大正13年（1924年）から昭和2年（1927年）にかけて東久邇宮稔彦付武官としてヨーロッパに駐在した。
昭和4年（1929年）、中佐となり、昭和5年（1930年）に予備役へ編入となった。以後は東久邇宮稔彦の私設秘書役となり、天野辰夫らと交遊した。
昭和6年（1931年）の満州事変後は、満洲国建国に参画した。天野辰夫に誘われ共に神兵隊事件を計画したが、昭和8年（1933年）7月11日に発覚。検挙され、禁錮4年の判決を受けた。同年9月から昭和10年（1935年）まで未決拘留され、昭和16年（1941年）3月に刑を免除された。
昭和14年（1939年）、勤皇まことむすびを結成し、日独伊三国同盟要請全国青年連盟の相談役となった。
戦後、公職追放となり、昭和24年（1949年）3月19日に死去。享年61 。